# Scutellaria havanensis
Espèce
Classification phylogénétique
Scutellaria havanensis, la Toque de la Havane, est une espèce de plantes à fleurs la famille des Lamiaceae. C'est une plante herbacée originaire du Mexique, d'Amérique centrale et de la région Caraïbe. Elle est appelée Havana Skullcap en anglais.

## Description
Scutellaria havanensis est une plante herbacée à feuilles simples opposées.

## Répartition
On rencontre Scutellaria havanensis au Mexique, en Amérique centrale, en Floride et aux Antilles.

## Diagnose
En 1760, Jacquin propose la diagnose suivante :
« havanenſis.   I. SCUTELLARIA foliis cordato-ovatis, creanatis; floribus axillaribus; labio corollae utroque trifido. »